# Rhathymus ater
Rhathymus ater är en biart som först beskrevs av Smith 1854.  Rhathymus ater ingår i släktet Rhathymus och familjen långtungebin. Inga underarter finns listade i Catalogue of Life.